# Luật quốc tịch Philippines
Luật quốc tịch Philippines quy định các điều kiện về quốc tịch Philippines. Hai văn bản pháp lý chính quy định về quốc tịch Philippines là Hiến pháp Cộng hoà Philippines năm 1987 và Luật Nhập tịch sửa đổi năm 1939.
Trẻ em sinh ra có cha hoặc mẹ là công dân Philippines thì có quốc tịch Philippines. Còn người nước ngoài thì có thể nhập quốc tịch Philippines nếu có đủ các điều kiện sau đây: đã cư trú ở Philippines từ 10 năm trở lên, có sở hữu bất động sản, thông hiểu tiếng Anh hoặc tiếng Tây Ban Nha kết hợp với một ngôn ngữ bản xứ của Philippines và thỏa mãn các điều kiện khác về phẩm chất và uy tín.
Trước đây, công dân Philippines có quốc tịch Hoa Kỳ trong thời kỳ là lãnh thổ chưa hợp nhất của Hoa Kỳ. Vào thời thuộc Mỹ, trẻ em sinh ra tại Philippines thì có quốc tịch Philippines ngay cả khi cha mẹ là một người có quốc tịch nước ngoài. Luật quốc tịch Philippines hiện được thi hành dựa trên nguyên tắc quyền huyết thống.

## Công dân và quốc tịch
Ở một số nước như Philippines, sự khác biệt giữa ý nghĩa của hai thuật ngữ "công dân" và "quốc tịch" không phải lúc nào cũng được phân biệt rõ ràng. Nhìn chung, quốc tịch đề cập đến mối liên hệ pháp lý của một người đối với nhà nước, còn quyền công dân đề cập đến tổng thể các quyền và nghĩa vụ mà một người có trong một quốc gia.
Khi Philippines còn là vùng lãnh thổ chưa hợp nhất của Hoa Kỳ, công dân Philippines có quốc tịch Mỹ  nhưng không có tất cả quyền công dân và không phải thực hiện đầy đủ nghĩa vụ công dân. Khi có quốc tịch Mỹ như vậy, công dân quần đảo Philippines có nghĩa vụ phải trung thành với Mỹ và ngược lại, còn có một số pháp quyền và sự bảo hộ của Chính quyền liên bang như công dân chính thức của Mỹ, nhưng lại không được phép tham gia vào chính trị cả địa phương lẫn trung ương và còn có thể được quy định pháp lý như là công dân nước ngoài khi Quốc hội Hoa Kỳ chỉ định.
Các pháp lệnh ban hành sau khi Philippines được trao trả độc lập không có xác định rõ ràng mối quan hệ công dân – quốc tịch và hai thuật ngữ này thường được sử dụng luân phiên cho nhau.

## Lịch sử

### Thời kỳ thuộc Tây Ban Nha
Quần đảo Philippines sáp nhập vào Đế quốc Tây Ban Nha vào giữa thế kỷ 16. Không có quy định chính thức nào cho người Philippines cho đến khi Bộ luật dân sự Tây Ban Nha có hiệu lực tại Philippines vào ngày 8 tháng 12 năm 1889.
Bộ luật dân sự Tây Ban Nha quy định rằng trẻ em sinh ra trên lãnh thổ Tây Ban Nha (bao gồm Philippines) hoặc sinh ra ở nước ngoài có cha hoặc mẹ là người Tây Ban Nha, hoặc trẻ em được phát hiện sớm nhất là trên lãnh thổ Tây Ban Nha thì có quốc tịch Tây Ban Nha. Ngược lại, nếu đứa trẻ không có cha hoặc mẹ mang quốc tịch Tây Ban Nha thì không mang quốc tịch Tây Ban Nha trừ phi đã nhập tịch.
Cha mẹ có thể cho con chưa đến tuổi 14 nhập tịch qua sổ hộ tịch địa phương. Nếu cha mẹ có con đã đủ tuổi 14 trở lên hoặc khuyết tật thì cha mẹ phải đăng ký giám định để con có thể nhập tịnh Tây Ban Nha thông qua thủ tục đã nêu, còn con thành niên (từ 18 tuổi trở lên) chưa nhập tịch Tây Ban Nha thì có thể tự nhập tịch cũng theo thủ tục đó ít nhất là một năm sau khi đến độ tuổi.
Vì trước ngày ban bố, Bộ luật dân sự Tây Ban Nha không có hiệu lực trên lãnh thổ quần đảo Philippines nên các địa phuơng không lưu trữ hộ tịch để đăng ký nhập tịch. Vấn đề này đã được xét tới trong pháp luật Philippines sau này.

### Thời kỳ thuộc Mỹ
Vào năm 1898, sau Chiến tranh Mỹ – Tây Ban Nha, Tây Ban Nha nhượng lại các thuộc địa Philippines, Puerto Rico và đảo Guam cho Hoa Kỳ. Theo Hiệp định Paris, Quốc hội Hoa Kỳ có quyền quyết định quốc tịch của người bản xứ tại Philippines và các vùng lãnh thổ mới chuyển nhượng khác, còn những người sinh ra trên Bán đảo Iberia cư trú trên quần đảo Philippines có quyền giữ quốc tịch Tây Ban Nha.
Năm 1902, Quốc hội Hoa Kỳ thông qua Đạo luật tổ chức Philippines, quy định quốc tịch riêng cho người Philippines. Những người Tây Ban Nha cư trú tại Philippines từ ngày 11 tháng 4 năm 1899 tính cho đến khi đạo luật được thông qua trở thành công dân Philippines, và con cháu của họ cũng trở thành công dân Philippines. Người Philippines bản xứ đã rời khỏi Philippines trước khi đạo luật được thông qua thì giữ quốc tịch Tây Ban Nha. Người có quốc tịch nước ngoài có thể được nhập quốc tịch Philippines nếu có đủ các điều kiện được quy định trong Luật nhập tịch sửa đổi năm 1939. Đạo luật quy định đơn xin nhập tịch phải được Tòa án sơ thẩm xét duyệt tại tỉnh nơi họ đã cư trú ít nhất được một năm. Phụ nữ Philippines kết hôn với nam giới nước ngoài và nhập tịch của chồng thì mất quốc tịch Philippines.
Khi dấy lên mối quan ngại về việc người Trung Quốc có thể lợi dụng Philippines để lách luật nhập cư vào Hoa Kỳ, chính quyền liên bang đã sửa đổi Đạo luật bài xích người Hoa vào năm 1902. Đạo luật sau sửa đổi chỉ cho phép người gốc Hoa nhập cảnh vào Philippines nếu đã hoặc đang lưu trú tại Philippines hoặc đang làm việc trong các ngành nghề được cho phép. Mãi đến năm 1943, đạo luật này mới được bãi bỏ.

#### Quốc tịch Hoa Kỳ
Trong thời kỳ Mỹ tiếp quản quần đảo Philippines, hiến pháp liên bang không có đầy đủ hiệu lực trên quần đảo do hiện trạng là một lãnh thổ chưa hợp nhất của Mỹ. Công dân Philippines được coi là có quốc tịch Hoa Kỳ nhưng lại không được hưởng đầy đủ các quyền công dân, ví dụ như quyền đầu phiếu trong các cuộc bầu cử liên bang, tiểu bang và địa phương. Tuy vậy, công dân Philippines vẫn không được coi là người nước ngoài theo như luật pháp liên bang quy định và cũng thường được miễn các quy định giới hạn nhập cảnh vào lãnh thổ chính quốc trong khi người châu Á ngoại quốc thì bị giới hạn nhập cảnh xét về mặt chủng tộc. Còn với người Philippines gốc Hoa, Mỹ đã giới hạn chặt chẽ việc nhập cảnh vào chính quốc thông qua Đạo luật bài xích người Hoa. Công dân Philippines sinh sống tại Mỹ chỉ được hưởng các quyền công dân đầy đủ khi đã phục vụ trong Quân đội Mỹ. Điều này là do luật pháp thời bấy giờ chỉ cho phép "người da trắng, người Mỹ gốc Phi hoặc hậu duệ của người bản địa ở Tây Bán cầu", các quân nhân và cựu quân nhân được phép nhập quốc tịch Mỹ.
Số lượng người Philippines sinh sống ở Mỹ tăng vọt từ 3.000 người vào năm 1910 lên 110.000 người vào năm 1930. Các công dân Philippines có quyền giữ hộ chiếu Hoa Kỳ và được bảo hộ như công dân Hoa Kỳ khi đi qua nước ngoài. Đến năm 1934 thì Đạo luật Tydings–McDuffie được ban hành, đánh dấu cho giai đoạn Mỹ chuẩn bị trao trả độc lập cho Philippines. Đạo luật giới hạn cấp quyền công dân Hoa Kỳ chỉ cho 50 công dân Philippines nhập cảnh vào chính quốc mỗi năm, còn những người nhập cảnh vượt ngưỡng đó trong cùng năm thì không được cấp quyền công dân Mỹ. Điều đó khiến cho số lượng người Philippines nhập cư vào Mỹ sụt giảm từ hơn 36.000 người vào năm 1931 xuống chỉ còn 72 người vào năm 1937. Tuy quy định eo hẹp như vậy, song công dân Philippines vẫn có nhiều đặc quyền so với công dân nước ngoài khi không bị gửi trả lại về Philippines khi đã nhập cảnh và cũng không bị hạn chế quyền sở hữu tài sản. Sau khi Mỹ trao trả độc lập cho Philippines vào năm 1946, người Philippines tại chính quốc lại bị tước mất quốc tịch Mỹ nhưng vẫn được tiếp tục cư trú vì quy chế không bắt buộc trục xuất khi không nhập cảnh từ nước ngoài.

#### Quyền nơi sinh
Sự thiếu sót và không rõ ràng của luật quốc tịch áp dụng trước năm 1898 đã được xét tới khi Tòa án Tối cao Philippines xét xử vụ Tranquilino Roa kiện Tổng Cục trưởng Tổng cục Hải quan Quần đảo vào năm 1912, phán quyết rằng một người sinh ra có cha là người Trung Quốc và mẹ là người Philippines trước khi Bộ luật dân sự Tây Ban Nha có hiệu lực tại Philippines là công dân Philippines.
Vụ việc được xét xử trong bối cảnh là trước khi ban hành Bộ luật Dân sự Tây Ban Nha vào ngày 8 tháng 12 năm 1899, pháp luật thuộc địa không xác định rằng liệu trẻ em sinh ra trên quần đảo Philippines có được tính là công dân Tây Ban Nha hay không. Vấn đề này được nêu ra trong Bộ luật dân sự Tây Ban Nha tại thời điểm ban bố và còn được áp dụng hồi tố cho trẻ em sinh ra trước thời gian đó. Người khởi kiện được coi là người Trung Quốc do đã lựa chọn quốc tịch của cha và sẽ có quyền nhập tịch Tây Ban Nha ít nhất một năm sau khi trưởng thành theo như bộ luật, nhưng vì sự thay đổi chủ quyền vào năm 1898 khiến cho hệ thống pháp luật thay đổi, do đó người này không thể nhập tịch Tây Ban Nha dưới các điều khoản cũ. Thừa nhận sự thiếu sót trong luật pháp đương thời, Tòa án Tối cao phán quyết rằng việc nhập quốc tịch Philippines không phụ thuộc vào sự thay đổi chủ quyền từ Tây Ban Nha sang Mỹ. Hơn nữa, các điều kiện làm công dân thông qua quyền nơi sinh của Mỹ được áp dụng tại Philippines sau khi Luật Tổ chức Philippines có hiệu lực nên trẻ em sinh ra ở Philippines trong thời gian này được tính là công dân Philippines. Ngoài ra, pháp lệnh của Nghị viện Philippines đã đề cập đến "những người được nhận là công dân quần đảo Philippines khi sinh ra", và được Toàn quyền Philippines và các tòa án địa phương hiểu là xác lập quyền nơi sinh giống như Tu chính án thứ 14 Hiến pháp Hoa Kỳ.
Vào năm 1935, để chuẩn bị trao trả độc lập cho Philippines, Mỹ đã thành lập uỷ ban lập hiến để soạn thảo hiến pháp cho Philippines. Hiến pháp năm 1935 quy định người nào có quốc tịch Philippines tại thời điểm hiến pháp được ban hành, trẻ em sinh ra ở Philippines có cha mẹ là người nước ngoài nhưng từng làm việc trong cơ quan nhà nước, trẻ em có cha hoặc mẹ là công dân Philippines và tự lựa chọn nhập quốc tịch Philippines khi đến tuổi trưởng thành thì đều được xem là công dân Philippines. Về việc thừa nhận quốc tịch Philippines dựa trên quyền nơi sinh, hiến pháp lại không thừa nhận án lệ cho phép quyền này và cho rằng như vậy chưa đủ để thừa nhận quốc tịch Philippines. Mặc dù ủy ban lập hiến có mục tiêu rõ ràng là ưu tiên việc gia nhập quốc tịch dựa trên quyền huyết thống hơn là quyền nơi sinh, nhưng các phán quyết sau này của các toà án địa phương trong nước lập luận rằng ủy ban lập hiến không bãi bỏ án lệ vụ án Roa kiện Tổng Cục trưởng Tổng cục Hải quan Quần đảo, từ đó duy trì quyền nơi sinh.

### Thời kỳ độc lập
Philippines được Mỹ trao trả độc lập vào năm 1946. Năm 1947, Tòa án Tối cao Philippines bãi bỏ án lệ vụ án Tranquilino Roa kiện Tổng Cục trưởng Tổng cục Hải quan Quần đảo trong vụ Tam Chong kiện Bộ trưởng Bộ Lao động, phán quyết rằng hầu hết các quyền về nơi sinh sẽ không được chấp thuận tại Philippines qua hệ thống luật pháp mới kể từ khi Hiến pháp năm 1935 được ban hành hoặc qua việc áp dụng Tu chính án thứ 14 Hiến pháp Hoa Kỳ tại Philippines. Kể từ khi có án lệ này, luật quốc tịch Philippines chủ yếu dựa trên nguyên tắc quyền huyết thống.
Tuy quy chế và điều kiện nhập tịch phần lớn rõ ràng và tương đối không gây khó khăn, các phán quyết của Tòa án Tối cao trong thời kỳ độc lập đã đưa ra các thủ tục rườm rà đối với việc nhập quốc tịch Philippines. Một ví dụ điển hình là Tòa án quyết định vào năm 1948 rằng không cần phải có giấy tuyên bố ý định nhập tịch (declaration of intention) vì cho rằng các tài liệu như vậy đã bị phá hủy sau cuộc Thế chiến thứ hai. Tòa án Tối cao đã nêu lại lập luận này trong phán quyết năm 1961, trong đó các giấy tuyên bố ý định vẫn áp dụng đối với những người sinh ra và được giáo dục tại Philippines và đối với những người họ sinh ra mà được giáo dục tại Philippines từ cấp tiểu học đến cấp trung học cơ sở. Các phán quyết tiếp theo vào thập niên 1950 chỉ định rằng yêu cầu giáo dục trong nước như vậy không thể được miễn trừ với những người sinh ra từ những người đã qua nhập tịch khi con của họ không thể vào học tại các trường trong nước, bao gồm cả trường hợp bị thôi học do tảo hôn hoặc do bị giam giữ trong thời chiến.
Sau khi ban bố thiết quân luật vào năm 1972, Ferdinand Marcos đã ban hành hiến pháp mới vào năm 1973. Hiến pháp năm 1973 giữ nguyên các điều khoản về quốc tịch của Hiến pháp năm 1935 nhưng bãi bỏ yêu cầu trẻ em có mẹ là người Philippines và cha là người nước ngoài, trong đó vẫn cho phép nhập tịch khi đến tuổi trưởng thành. Hiến pháp này cũng cho phép phụ nữ Philippines đã kết hôn với người nước ngoài được giữ quốc tịch Philippines ngay cả khi đã nhập quốc tịch của chồng. Từ khi Hiến pháp năm 1987 có hiệu lực, trẻ em sinh ra có mẹ là công dân Philippines trước ngày 17 tháng 1 năm 1973 phải chọn nhập quốc tịch Philippines.
Từ cuối thập niên 1980, người Philippines ở nước ngoài được tạo điều kiện cho về nước nhằm phát triển các mối liên hệ chặt chẽ giữa người Philippines hải ngoại với trong nước. Trong các thập kỷ tiếp theo, người từng có quốc tịch Philippines khi sinh ra thì được cấp quyền nhập cảnh miễn thị thực, quyền mua bán bất động sản và nhiều quyền đầu tư hơn. Năm 2003, Luật Giữ và Phục hồi Quốc tịch được thông qua, cho phép những người đã mất quốc tịch Philippines do nhập tịch nước ngoài được nhập lại quốc tịch và đình chỉ việc tước quốc tịch trong trường hợp nhập tịch nước ngoài.

#### Thuận lợi hoá thủ tục nhập tịch
Vào thập niên 1950, Philippines có một số lượng lớn người gốc Hoa. Những người Hoa có khuynh hướng ủng hộ Cộng hoà Nhân dân Trung Hoa bắt đầu nộp đơn xin nhập tịch quốc Philippines theo chính sách khuyến khích nhập tịch ở nước sở tại của Trung Quốc, nhưng rốt cuộc nhiều người trong số đó không hoàn thành thủ tục do các điều kiện gây khó khăn và tốn kém. Lúc này, số đông người Hoa không nhập quốc tịch Philippines mang hộ chiếu Trung Hoa Dân quốc theo chính sách của họ rằng người Hoa ở nước ngoài là công dân hợp pháp.
Năm 1975, thủ tục nhập tịch được đơn giản hoá tạm thời, cho phép người có quốc tịch nước ngoài nhập tịch thông qua thủ tục hành chính thay vì nộp đơn lên tòa án. Thủ tục như vậy là để nhằm mục đích cho người Hoa nhanh chóng nhập tịch để chính quyền Tổng thống Marcos giảm thiểu các vấn đề tiềm ẩn trong tương lai, chuẩn bị cho việc chính thức công nhận chính thể nước Cộng hoà Nhân dân Trung Hoa. Một ủy ban xem xét đơn xin nhập tịch và đề nghị tổng thống cho nhập tịch những người đủ điều kiện. Vợ con của người có quốc tịch Philippines cũng được nhập tịch theo thủ tục đơn giản hơn. Đơn xin nhập tịch theo thủ tục này phải được nộp trước ngày 30 tháng 6 năm 1975. Thời hạn này được gia hạn hai lần, lần đầu đến ngày 30 tháng 9 năm 1975 và lần thứ hai đến ngày 1 tháng 4 năm 1976. Từ ngày 8 tháng 6 năm 2001, qua Đạo luật số 9139 Cộng hoà Philippines, tất cả những người không phải công dân từ 18 tuổi trở lên sinh ra, đã cư trú tại Philippines kể từ lúc sinh tới thời điểm đó và đã thỏa mãn những điều kiện khác trong Luật nhập tịch sửa đổi thì cũng có thể được nhập tịch theo thủ tục này.

## Nhập tịch, thôi quốc tịch, tước quốc tịch
Trẻ em sinh ra có cha hoặc mẹ là công dân Philippines thì là công dân Philippines. Sau phán quyết của Tòa án Tối cao Philippines vào năm 2016, trẻ em bị bỏ rơi được phát hiện trên lãnh thổ Philippines thì được tính là công dân Philippines và có thể nhận quốc tịch Philippines trên điều kiện là "được sinh ra trong nước". Người có quốc tịch nước ngoài có thể được nhập tịch quốc Philippines khi đã đủ 21 tuổi trở lên, đã cư trú tại Philippines được ít nhất 10 năm, sở hữu bất động sản có giá trị ít nhất 5.000 peso Philippines hoặc có công việc ổn định trong một ngành nghề có thu nhập cao, biết tiếng Anh hoặc tiếng Tây Ban Nha cộng thêm một ngôn ngữ của Philippines và có phẩm chất và uy tín tốt. Ngoài ra, nếu họ có con chưa thành niên thì con của họ phải đi học tại một trường học ở Philippines để họ có đủ điều kiện nhập tịch. Điều kiện về thời gian cư trú sẽ giảm xuống còn năm năm nếu người có quốc tịch nước ngoài xin nhập tịch đã làm việc cho Chính phủ Philippines, có những đóng góp đáng kể về kinh tế hoặc khoa học cho quốc gia, kết hôn với công dân Philippines, đã giảng dạy tại một trường học Philippines trong ít nhất hai năm hoặc sinh ra trên lãnh thổ Philippines. Đơn xin nhập tịch quốc Philippines phải nộp lên Tòa án sơ thẩm Khu vực tại tỉnh đã lưu trú được ít nhất 12 tháng trừ phi người có giấy khai sinh của Philippines và đủ 18 tuổi trở lên.
Những trường hợp không được phép nhập tịch quốc Philippines bao gồm: chống phá nhà nước, tích cực cổ xúy bạo lực, có đa phu thê, có tội trạng về các tội suy đồi đạo đức, bị chẩn đoán là mắc bệnh tâm thần hoặc bệnh truyền nhiễm nan y, không tích cực hoà nhập vào xã hội Philippines, có quốc tịch của một nước đang có chiến tranh với Philippines hoặc quốc tịch của nước không cho phép công dân Philippines nhập tịch.
Công dân Philippines có thể thôi quốc tịch Philippines, ngoại trừ lúc trong thời chiến. Công dân Philippines sẽ bị tước quốc tịch nếu phục vụ trong lực lượng vũ trang của nước ngoài, đào ngũ trong thời chiến hoặc tuyên thệ trung thành với nước ngoài. Những người sinh ra trong nước nhưng đã mất quốc tịch do nhập tịch nước ngoài vào trước năm 2003 có thể trở lại quốc tịch Philippines khi đã tuyên thệ trung thành với chính quyền Philippines. Tuơng tự, phụ nữ Philippines đã mất quốc tịch khi kết hôn với người nước ngoài và những người đã mất quốc tịch do hoàn cảnh chính trị hoặc kinh tế trước ngày 23 tháng 10 năm 1995 cũng có thể trở lại quốc tịch Philippines, theo như những quy định nêu ra trong Đạo luật số 8171 Cộng hoà Philippines. Người phụ thuộc (dependents) là con cái hợp pháp của công dân Philippines cũng được xem là công dân Philippines.